# Hapkeite
L'hapkeite è un minerale scoperto nel meteorite Dhofar 280. Si tratta di un meteorite lunare recuperato in Oman nel 2000.
La Hapkeite è composta di silicio e ferro nelle proporzioni 1:2, per questo ha ricevuto come formula chimica Fe2Si.
La sua composizione è simile a quella di altri minerali terrestri di silicio e ferro.

## Origine
Si pensa che un impatto sulla Luna abbia scagliato materiale parzialmente fuso o vaporizzato in orbita.

## Aspetto
L'aspetto è quello di microscopici cristalli isometrici opachi che vanno dal giallognolo all'argentato.

## Nome
È chiamato in questo modo in onore di Bruce Hapke, scienziato dell'Università di Pittsburgh, che 30 anni prima aveva previsto la presenza di rivestimenti depositati da vapore sui grani del terreno lunare.